# Lijst van directeuren van de Sociëteit van Suriname
Dit is een lijst van directeuren van de Sociëteit van Suriname.

## Lijst van directeuren
- Cornelis van Aerssen (1683 - 1688)
- Philip van Hulten (1683 - 1689)
- Cornelis Valckenier (1683 - 1700)
- François de Vicq (1687 - 1707?)
- Ferdinand van Collen (1689 - ?)
- Albert Geelvinck (1689 - 1693)
- Matthias Trip (1689 - ?)
- Daniël Jean Bernard (1689 - ?)
- Joan van Oosterwijck (1691 - 1699)
- Hendrick van Baerle (1691)
- Jacob J. Hinlopen de jonge (1693 - ?)
- Cornelis Bors van Waveren (1694 - 1722)
- Hermannus Amya (1696 - 1700)
- George Clifford (1696 - 1700)
- Cornelis Munter (1698 - 1708)
- Willem Buys (1701 - 1717)
- François van Aerssen (1708 - ?)
- Paul van der Veen (1708 - 1733)
- Willem Boreel (1709 - 1726)
- Gerrit Hooft (1710 - 1716)
- Joan Willem van Meel (secr. 1713 - 1726)
- Gillis Coymans (1718 ?)
- Jacob Karsseboom (1718 - 1719)
- Harmen Hendrik van de Poll (1727 - 1750)
- Jan Trip (1731 - 1732)
- Willem Backer, Dircksz. (1732 - 1760)
- Cornelis Trip (1733 - 1748) Zie Trip (familie)
- Cornelis Hop (1734 - 1758)
- Gerrit de Graeff (1737 - 1752)
- Jan van Loon (1737 - 1763)
- Frederik Berewout (1744 - 1748)
- François Cornelis van Aerssen van Sommelsdijck (1744 - 1770)
- Lucas Trip (1749 - 1751) Zie Trip (familie)
- Willem Röell (1754 - 1773)
- Joachim Rendorp (1758 - ?)
- Daniel Adriaan le Leu de Wilhem (1761-1766)
- Joan Graafland (1773 - 1777)
- Jan Frederik Berewout (1773 - 1785)
- Kornelis van den Helm Boddaert (1774-1792)
- Jean Deutz, (1775-1784?) Zie Deutz van Assendelft (familie)
- Nicolaas Geelvinck (1775 - ? )
- Jacob de Petersen jr. (? - ?)
- Antony Adriaan van Iddekinge (1779 - 1789)
- Adriaan Leonard van Heteren (1781 - 1792)
- Mr. Jan Bernd Bicker (1782 - )
- Joan Cornelis van der Hoop (secr: 1769-1781, dir: - 1795)
- Willem Gerrit van de Poll (secr. 1786 - 1788)
- Aplonius Jan Cornelis Lampsins (1786 - ?)
- Willem Six van Oterleek (1786 - 1795)
- Diederik Johan van Hogendorp (1787 - 1791)
- Tjaerd Anthony van Iddekinge (1790 - 1795)
- Johannes Fåhraeus (1793 - 1795)